# アリー・イブン・アブドゥッラー・イブン・アッバース
アリー・イブン・アブドゥッラー・イブン・アッバース（ʿAlī ibn ʿAbd Allāh ibn al-ʿAbbās ibn ʿAbd al-Muṭṭalib、661年生? –736年頃没）は、アッバース朝の最初の2人のカリフであるサッファーフとマンスールの父方祖父にあたる人物。預言者ムハンマドの叔父であるアッバース・イブン・アブドゥルムッタリブの男系の孫のひとり。

## 生涯
アブドゥッラー・イブン・アッバースの末の息子である。母はキンダ族の有力者ミシュラの娘ズルア。伝承によれば、生まれた日はアリー・イブン・アビー・ターリブが暗殺されたまさにその日であったという。しかし、別の年に生まれたことを示す証拠になる史料も多い。
成人後、ワリード・イブン・アブドゥルマリク（在位705年-715年）の治世期間中にウマイヤ朝政府と対立した。ワリードはアリーに鞭打ち刑と首都ダマスクスからの追放を命じた。アリーはその後、パレスチナとアラビアの間にあるシャラー地方に移転した。同地のフマイマ村に居を構え、そこから、ウマイヤ朝を打倒する地下活動を指揮した。アリーがフマイマ村で亡くなったのは西暦735年-736年である。地下活動は息子のムハンマドが受け継いだ。

## 人物像と子孫
アリーは風采がよく、背が高かったと伝えられる。また、髪を黒く染めていたとも伝えられる。信仰に篤い人で、いつでも礼拝していたので、「サッジャード」の異名を得ていたとされる。「サッジャード」とは「習慣的にサジダ（平伏礼拝）する者」を意味する。
伝承によれば、アリーはフマイマ村で20人以上の男子をもうけたとされる。そのうちのムハンマドは、のちのアッバース朝カリフ・サッファーフとマンスールの父になることになり、もっとも有名である。ほかにもイーサー、ダーウード、スライマーン、アブドゥッサマド、サーリフ、イスマーイール、アブドゥッラーらがおり、彼らはアッバース朝の成立期から同朝成立後最初の10年間ぐらいまでに活躍した。

## 文献
- Elad, Amikam (2005). “Mawali in the composition of al-Ma'mun's army: a non-Arab takeover?”. In Bernards, Monique; Nawas, John. Patronate and Patronage in Early and Classical Islam. Leiden & Boston: Brill. pp. 278–325. ISBN 978-90-04-14480-4
- Ibn Khallikan, Shams al-Din Abu al-'Abbas Ahmad ibn Muhammad (1843). Ibn Khallikan's Biographical Dictionary, Vol. II. Trans. Baron Mac Guckin de Slane. Paris: Oriental Translation Fund of Great Britain and Ireland
- Kennedy, Hugh (1993). "Muhammad b. 'Ali b. 'Abd Allah". In Bosworth, C. E.; van Donzel, E.; Heinrichs, W. P. & Pellat, Ch. (eds.). The Encyclopaedia of Islam, Second Edition. Volume VII: Mif–Naz. Leiden: E. J. Brill. p. 396. doi:10.1163/1573-3912_islam_SIM_5342. ISBN 978-90-04-09419-2.
- Yarshater, Ehsan, ed. (1985–2007). The History of al-Ṭabarī (40 vols). SUNY Series in Near Eastern Studies. Albany, New York: State University of New York Press. ISBN 978-0-7914-7249-1.
- Zetterstéen, K.V. (1960). "'Ali b. 'Abd Allah b. al-'Abbas". In Gibb, H. A. R.; Kramers, J. H.; Lévi-Provençal, E.; Schacht, J.; Lewis, B. & Pellat, Ch. (eds.). The Encyclopaedia of Islam, Second Edition. Volume I: A–B. Leiden: E. J. Brill. p. 381. doi:10.1163/1573-3912_islam_SIM_0510. OCLC 495469456.